# Hoplitimyia clavata
Hoplitimyia clavata är en tvåvingeart som beskrevs av James 1939. Hoplitimyia clavata ingår i släktet Hoplitimyia och familjen vapenflugor.
Artens utbredningsområde är Ecuador. Inga underarter finns listade i Catalogue of Life.